# Marketing & Media
Marketing & Media – czeskie czasopismo zajmujące się zagadnieniami z zakresu mediów i marketingu. Wychodzi jako tygodnik.
Periodyk został założony w 2000 roku. Pierwotnie był wydawany przez firmę Economia. Od 2018 roku wydawcą czasopisma jest Forum Media, s.r.o.
W 2015 roku stanowisko redaktora naczelnego objął Ondřej Fér. 
Nakład pisma wynosi 8300 egzemplarzy.
Pismo funkcjonuje także w formie serwisu internetowego Mam.cz.